# Чурпита, Вениамин Михайлович
Вениамин Михайлович Чурпита (19 марта 1929 года, с. Виноград Лысянского района Черкасской области УССР, — 27 февраля 2012 года, г. Кемерово, Российская Федерация) — советский хозяйственный, государственный и политический деятель.

## Биография
Родился 19 марта 1929 года в селе Виноград. Член КПСС.
С 1952 года — на хозяйственной, общественной и политической работе. В 1952—1994 гг. — инструктор отдела пропаганды Заводского райкома КПСС города Кемерово, учёба в Свердловском горном институте, инструктор отдела угольной промышленности, заместитель заведующего отделом угольной промышленности Кемеровского обкома КПСС, второй секретарь Киселевского горкома КПСС, первый секретарь Беловского горкома КПСС, заведующий отделом угольной промышленности Кемеровского обкома КПСС, первый секретарь Кемеровского горкома КПСС, заместитель председателя Кемеровского облисполкома, исполнительный директор Ассоциации «Союз экспортеров угля Кузбасса». Почётный гражданин Кемеровской области.
Избирался депутатом Верховного Совета РСФСР 9-го созыва.
Скончался 27 февраля 2012 года в городе Кемерово.